# Buchara-Fritillarie
Die Buchara-Fritillarie (Fritillaria bucharica) ist eine Pflanzenart aus der Gattung der Fritillaria in der Familie der Liliengewächse (Liliaceae).

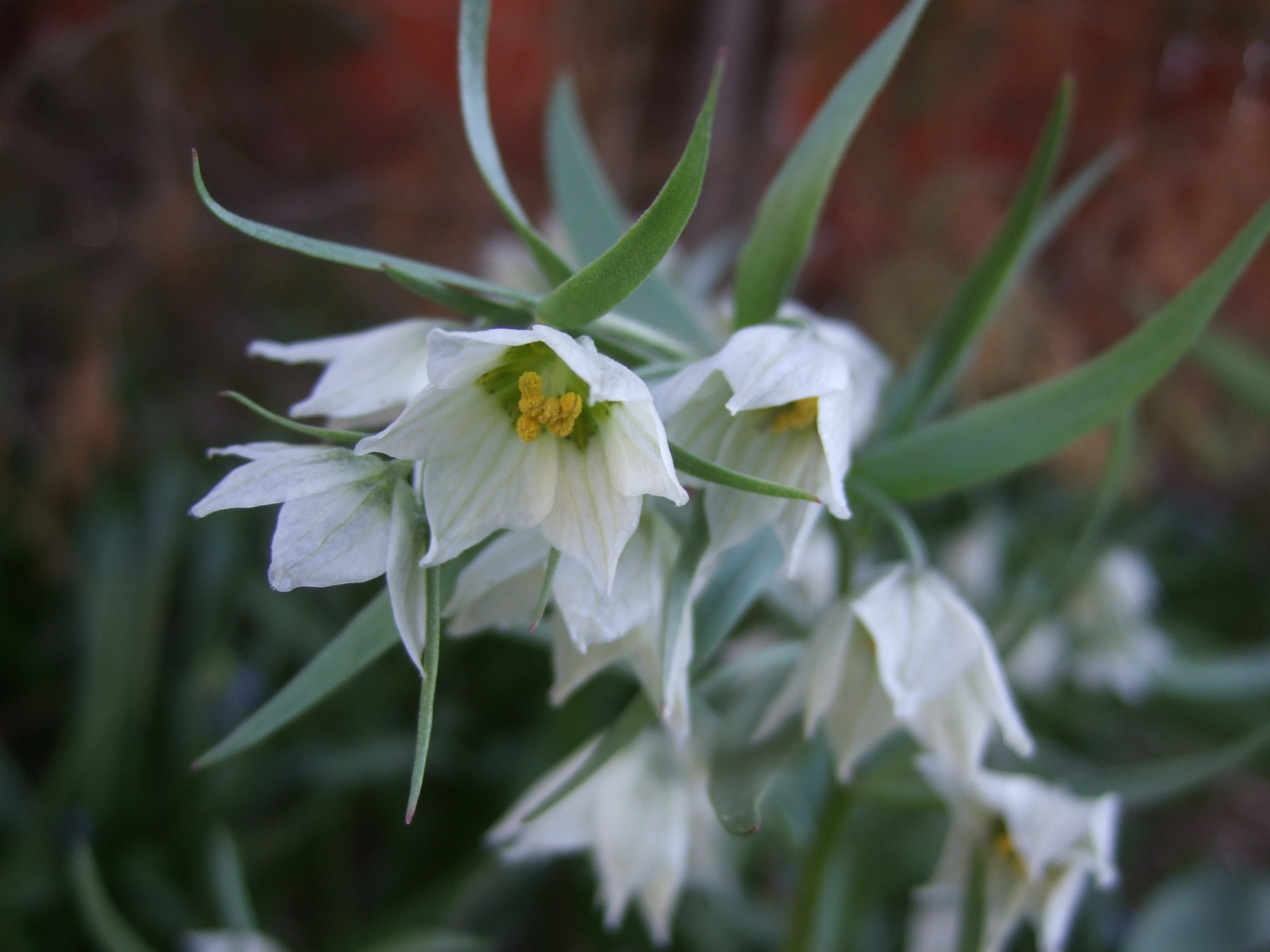
Blütenstand

## Beschreibung
Die Buchara-Fritillarie ist eine ausdauernde krautige Pflanze, die Wuchshöhen von 15 bis 30 Zentimetern erreicht. Dieser Geophyt bildet Zwiebeln als Überdauerungsorgane aus. Die Blätter sind graugrün. Die unteren Blätter sind ungefähr 8 Zentimeter und 4 Zentimeter breit, die oberen sind lanzettlich und im Blütenstand gegenständig. Die Perigonblätter sind weiß oder blasslila, haben grüne Nerven, sind nickend oder abstehend und nicht nach außen gebogen. Sie sind selten ab 10, meist 15 bis 20 Millimeter lang und 4 bis 5 Millimeter breit. Meist sind 3 bis 10, selten 1 bis 15 Einzelblätter in einer lockeren Traube angeordnet. Die Fruchtkapsel ist 15 bis 20 Millimeter breit.
Die Blütezeit reicht von April bis Mai.
Die Chromosomenzahl beträgt 2n = 24.

## Vorkommen
Die Buchara-Fritillarie kommt in Mittelasien im West-Pamir-Alai und in Nord-Afghanistan auf steinig-kiesigen und feinerdereichen Hängen, zwischen Felsen und in lockerem Gebüsch in Höhenlagen von 900 bis 2400 Metern vor.

## Taxonomie
Die Buchara-Fritillarie wurde 1884 durch Eduard August von Regel in Trudy Imperatorskago S.-Peterburgskago Botaniceskago Sada. Acta Horti Petropolitani Band 8 Seite 652 als Fritillaria bucharica erstbeschrieben. Ein Synonym ist Rhinopetalum bucharicum (Regel) Losinsk.

## Nutzung
Die Buchara-Fritillarie wird selten als Zierpflanze in Steingärten und Alpinhäusern genutzt.

## Belege
- Eckehart J. Jäger, Friedrich Ebel, Peter Hanelt, Gerd K. Müller (Hrsg.): Rothmaler Exkursionsflora von Deutschland. Band 5: Krautige Zier- und Nutzpflanzen. Spektrum Akademischer Verlag, Berlin Heidelberg 2008, ISBN 978-3-8274-0918-8.